# Apărare antirachetă

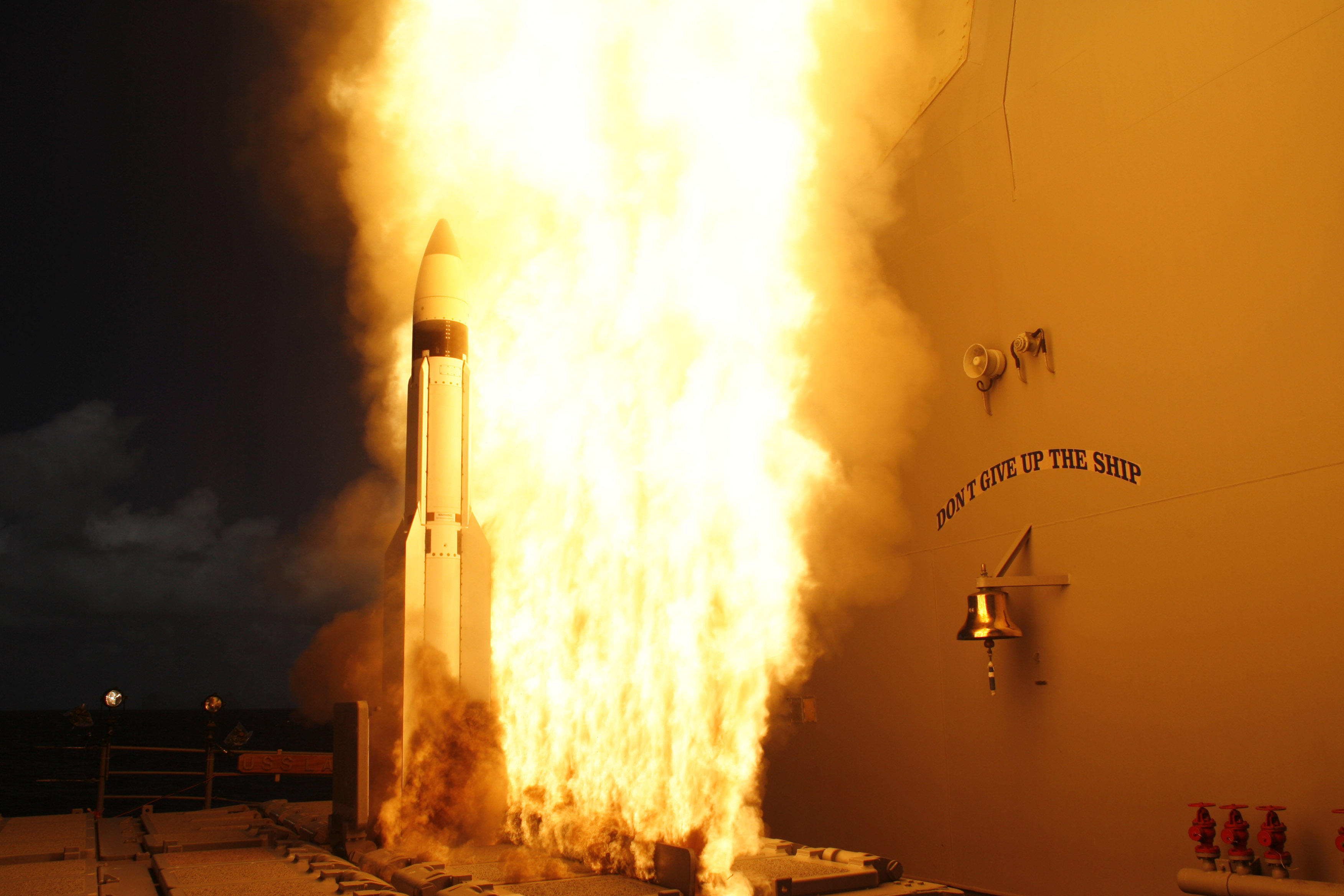
Sistemul standard RIM-161 cu 3 lovituri anti balistice de pe nava marinei americane USS Lake Erie

Apărarea antirachetă este un sistem, armă sau tehnologie care are rolul de a detecta, urmări, intercepta și distruge rachete inamice ofensive. A fost concepută inițial ca protecție împotriva rachetelor balistice intercontinentale cu capete de luptă nucleare, mai nou include și apărarea împotriva rachetelor cu rază medie/scurtă de acțiune cu cap de luptă convențional.

## Istoric
În anii 1950 și 1960, termenul a însemnat apărarea împotriva rachetelor strategice (de obicei nucleare). Tehnologia este centrată în principal pe detectarea evenimentelor de declanșare ofensive și pe urmărirea rachetelor balistice de intrare, dar cu o capacitate limitată de apărare împotriva rachetei. Uniunea Sovietică a realizat prima interceptare non-nucleară a unei rachete balistice de către o rachetă la gama de încercări antiballiste de apărare antirachetă Sary Shagan, la 4 martie 1961.
Pe parcursul anilor 1950 și 1960, programul Nike de apărare aeriană din Statele Unite s-a axat inițial pe bombardiere, apoi pe rachete balistice. În anii 1950, primul sistem de rachete anti-balistice din Statele Unite era Nike Hercules, care avea o capacitate limitată de a intercepta rachete balistice de intrare, deși nu ICBM-uri. Totuși, s-a temut că electronica rachetei ar putea fi vulnerabilă la razele X de la o detonare nucleară în spațiu. A început un program de elaborare a metodelor de întărire a armelor împotriva daunelor cauzate de radiații. La începutul anilor 1960, Nike Zeus a fost prima rachetă anti-balistică care a reușit să atingă lovitura de ucidere (colizându-se fizic cu capul de război).
Statele Unite, Rusia, China, India, Israel, Franța și Taiwan au dezvoltat toate aceste sisteme de apărare aeriană. În Statele Unite, apărarea antirachetă era inițial responsabilitatea armatei americane. Agenția americană de apărare împotriva rachetelor a dezvoltat sisteme maritime și comandă și control, care ulterior vor fi transferate forțelor militare și aeriene pentru operațiuni și susținere.

## Aplicare

### În România
Pe data de 5 februarie 2010, Președintele Traian Băsescu a anunțat că România  acceptă programul de apărare anti-rachetă american, care prevede staționarea de rachete interceptoare RIM-161 Standard Missile 3 pe teritoriul României începând din anul 2015, pentru a proteja Europa de potențiale atacuri cu rachete balistice (de ex. din partea Iranului).
Conform unei declarații ale Președintelui Traian Băsescu din data de 3 mai 2011 scutul antirachetă va fi instalat în fosta bază aeriană
de la Deveselu, județul Olt și mai mult statul român a dat permisiunea americanilor să folosească baza aeriana de la Mihail Kogălniceanu și portul Constanța pentru tranzitul trupelor și materialelor de război americane dinspre și înspre teatrele de război din Irak și Afganistan.